# جيني ماي
جيني ماي (بالإنجليزية: Jeannie Mai)‏ هي مقدمة تلفزيونية وفنانة مكياج أمريكية، ولدت في 4 يناير 1980 في سان خوسيه في الولايات المتحدة.

## الحياة الشخصية
حولت جيني ماي البوذية إلى المسيحية. تزوجت مي من فريدي هارتيس في أغسطس عام 2007؛ وأعلن الزوجان أنهما تقدما بطلب للطلاق في أكتوبر عام 2017. وأنهى الزوجان طلاقهما في ديسمبر عام 2018.

## وصلات خارجية
- جيني ماي على موقع IMDb (الإنجليزية)
- جيني ماي على موقع ميوزك برينز (الإنجليزية)
- جيني ماي على موقع قاعدة بيانات الفيلم (الإنجليزية)
- جيني ماي على موقع كينوبويسك (الروسية)